# Championnat du Liban de football 1996-1997
Navigation
Saison précédente Saison suivante
La saison 1996-1997 du Championnat du Liban de football est la trente-septième édition du championnat de première division au Liban. Les quatorze meilleurs clubs du pays sont regroupés au sein d'une poule unique où ils s'affrontent deux fois au cours de la saison, à domicile et à l'extérieur. En fin de saison, les deux derniers du classement sont relégués et remplacés par les deux meilleurs clubs de deuxième division.
C'est le club d'Al Ansar, tenant du titre depuis 1988, qui remporte à nouveau le championnat cette saison, après avoir terminé en tête du classement final avec sept points sur Nejmeh SC et seize sur Homenetmen Beyrouth. C'est le neuvième titre (consécutif) de champion du Liban de l'histoire du club, qui manque le doublé en s'inclinant en finale de la Coupe du Liban face à Nejmeh.

## Les clubs participants
| - Al Ansar - Safa Beyrouth - Al Riyada Wal Adab - Nejmeh SC - Al Borj - Club Sagesse - Homenmen Beyrouth | - Shabab Al Sahel - Shabab Al Mazraa - Promu de D2 - Al Tadamon Tyr - Racing Club de Beyrouth - Homenetmen Beyrouth - Salam Zgharta - Promu de D2 - Akhaa Ahli Aley |

## Compétition

### Classement
Le barème utilisé pour établir le classement est le suivant :
- Victoire : 3 points
- Match nul : 1 point
- Défaite : 0 point

| Rang | Équipe                  | Pts | J  | G  | N  | P  | Bp | Bc | Diff |
| ---- | ----------------------- | --- | -- | -- | -- | -- | -- | -- | ---- |
| 1    | Al AnsarT               | 65  | 26 | 20 | 5  | 1  | 59 | 7  | +52  |
| 2    | Nejmeh SCC              | 58  | 26 | 18 | 4  | 4  | 52 | 22 | +30  |
| 3    | Homenetmen Beyrouth     | 49  | 26 | 15 | 4  | 7  | 55 | 30 | +25  |
| 4    | Homenmen Beyrouth       | 48  | 26 | 15 | 3  | 8  | 47 | 35 | +12  |
| 5    | Safa Beyrouth           | 38  | 26 | 10 | 8  | 8  | 30 | 22 | +8   |
| 6    | Akhaa Ahli Aley         | 38  | 26 | 10 | 8  | 8  | 29 | 30 | -1   |
| 7    | Al Riyada Wal Adab      | 33  | 26 | 8  | 9  | 9  | 19 | 20 | -1   |
| 8    | Al Tadamon Tyr          | 32  | 26 | 9  | 5  | 12 | 25 | 35 | -10  |
| 9    | Shabab Al Sahel         | 28  | 26 | 7  | 7  | 12 | 20 | 32 | -12  |
| 10   | Al Borj                 | 28  | 26 | 7  | 7  | 12 | 19 | 31 | -12  |
| 11   | Club Sagesse            | 24  | 26 | 6  | 6  | 14 | 30 | 42 | -12  |
| 12   | Racing Club de Beyrouth | 22  | 26 | 5  | 7  | 14 | 18 | 38 | -20  |
| 13   | Salam ZghortaP          | 20  | 26 | 3  | 11 | 12 | 23 | 48 | -25  |
| 14   | Shabab Al MazraaP       | 16  | 26 | 2  | 10 | 14 | 19 | 53 | -34  |

|  | Qualification pour la Coupe d'Asie des clubs champions 1997-1998                      |
|  | Qualification pour la Coupe des Coupes 1997-1998                                      |
|  | Relégation en deuxième division                                                       |
|  | T : Tenant du titre C : Vainqueur de la Coupe du Liban P : Promu de deuxième division |

## Bilan de la saison
| Championnat du Liban de football 1996-1997                        |                     |
| Champion                                                          | Al Ansar (9e titre) |
| Coupes et trophées                                                |                     |
| Vainqueur de la Coupe du Liban 1996-1997                          | Nejmeh SC           |
| Qualifications continentales                                      |                     |
| Coupe d'Asie des clubs champions 1997-1998                        | Al Ansar            |
| Coupe des Coupes 1997-1998                                        | Nejmeh SC           |
| Promotions et relégations                                         |                     |
| Promus en Premier League                                          | Al Ahly Sidon       |
| Promus en Premier League                                          | Al Ahed Beyrouth    |
| Relégués en Championnat du Liban de football de deuxième division | Salam Zghorta       |
| Relégués en Championnat du Liban de football de deuxième division | Shabab Al Mazraa    |